# Arthur Stellbrink
Arthur Stellbrink (Berlín, 24 d'octubre de 1884 - Berlín, 24 de desembre de 1956) fou un ciclista alemany, professional des del 1905 fins al 1924. Es va especialitzar en ell ciclisme en pista concretament en el mig fons. El seu èxit més important fou el Campionat d'Europa d'aquesta especialitat.

## Palmarès
- 1908
  - Campionat d'Europa de Mig fons
- 1910
  -  Campió d'Alemanya en Mig Fons
- 1914
  - 3r als Sis dies de Berlín (amb Walter Rütt)
- 1921
  - 3r als Sis dies de Breslau (amb Hermann Packebusch)
- 1924
  - 3r als Sis dies de Berlín (amb Willy Techmer)